# Zfeelz
«zfeelz» — украинская инди-рок группа, основанная в Киеве в 2017 году. 

## История группы
Гитарист Владислав Иванов и басист Даниил Гивентарь были знакомы с седьмого класса, с барабанщицей Элизой Довженко они познакомились в девятом, но идея создания группы не возникала до 2016 года. Первоначально состав группы выглядел очень экспериментально — три гитары без барабанов. Все изменилось после того, как Даниил и Влад поехали в лагерь и увидели, как будущая вокалистка Аня Липатова пела и играла на укулеле. Спустя несколько дней Аню пригласили петь в группе.
Впервые группа появилась в медиапространстве 18 сентября 2018 года, после концерта в музыкальной студии ШООМ с песнями, что вскоре войдут в их первый альбом, но писать про «zfeelz» начали в 2019, после того как 14 января группа выпускает свой дебютный EP-альбом из 3 песен под названием "Waves of Shards". В марте 2019 «zfeelz» выиграли запись в профессиональной музыкальной студии, заполучив третье место в конкурсе «School Bands Battle». Уже 13 апреля группа запускает краудфандинговую кампанию для записи нового альбома.
8 апреля 2021 года выходит сингл группы под названием «Disappear» с сюжетным клипом, поднимающим остросоциальную тему изнасилований, главную роль в котором сыграла актриса украинского телесериала «Первые ласточки» Таисия-Оксана Щурук.
26 мая 2021 года выходит второй мини-альбом «All Viewers Are Confused», включающий в себя помимо прошлого сингла новые 4 песни.

## Дискография[9]

### EP-альбомы
- 2019 — «Waves of Shards»
- 2021 — «All Viewers Are Confused»

### Синглы
- 2021 — «Dissapear»

### Клипы
- 2019 — «Man»
- 2019 — «Cardio»
- 2021 — «Disappear»
- 2021 — «Shame»

## Участие в фестивалях и прочем
Группа участвовала в таких мероприятиях как «Jager Music Awards 2019», «Гогольfest» «Vertuha Arts Festival», «Respublica FEST», «КайФАЙНЕмо», «School Bands Battle», «Winter Mass VII», «Фестиваль ко дню молоди» в Мыстецком арсенале, «ШООМ».